# Macropodidae
Canguro è un nome comune con cui si indicano alcune delle circa 60 specie della famiglia dei macropodidi (ordine dei diprotodonti).
Le più comuni sono il canguro rosso e il canguro grigio.

## Etimologia
Il termine Macropodidae deriva dal roditore Macropus, che a sua volta viene dal greco e significa roditore dal grande piede. Il nome comune canguro proviene dal termine inglese kangaroo, che a sua volta deriva dalla parola gangurru che definisce propriamente il canguro grigio nella lingua guguyimidjir, del Queensland, registrato per la prima volta come "Kangooroo or Kanguru" il 4 agosto 1770 dal Capitano James Cook, sbarcato lungo la costa nord-orientale dell'Australia per effettuare una riparazione alla nave. In seguito ad altre spedizioni che portarono ad altri contatti con diverse tribù aborigine emersero vari altri termini utilizzati per identificare l’animale in questione e per un periodo si ritenne che il termine segnalato in origine da Cook, piuttosto che indicare l'animale, fosse adoperato dall'aborigeno per rispondere semplicemente "Non capisco". Non si tenne però conto che in Australia esistevano moltissime tribù diverse (i cui linguaggi non sempre coincidevano) e lo stesso valeva per le sottospecie di canguri e wallaby. In realtà alla fine si scoprì che Cook non era caduto in errore: il termine veniva effettivamente utilizzato da alcune tribù locali per identificare la sottospecie del canguro grigio.

## Descrizione
Le dimensioni sono molto variabili: la specie più piccola di canguro lepre (Lagorchestes) può pesare 1 kg, mentre le più grandi del genere Macropus possono superare i 90 kg.
La testa è piccola rispetto al resto del corpo e allungata, le orecchie sono ben sviluppate.
Una caratteristica presente in quasi tutte le specie è la maggiore dimensione degli arti posteriori, usati nella tipica andatura a salti, rispetto a quelli anteriori. L'unica eccezione è costituita dai canguri arboricoli (genere Dendrolagus) che, essendo adattati alla vita sugli alberi, hanno i quattro arti approssimativamente uguali.
La coda, lunga e muscolosa, è utilizzata sia come sostegno (infatti a riposo il canguro poggia sulle due zampe posteriori e la coda) sia per bilanciare il corpo durante i salti.
Le zampe anteriori terminano con cinque dita, usate per prendere il cibo e aggrapparsi. Nei piedi manca il primo dito mentre il secondo e il terzo sono uniti per sindattilia, come in tutti i Diprotodonti, e il quarto è il più forte e sviluppato.
La dentatura, come quella di tutti i Diprotodonti, contiene solo quattro incisivi: i due inferiori sono più sviluppati di quelli superiori e nella masticazione urtano una zona dura del palato. I canini sono fortemente regrediti o mancano del tutto.

## Biologia
L'attività è per lo più notturna. Molte specie vivono in gruppi senza strutture sociali definite.

### Andatura

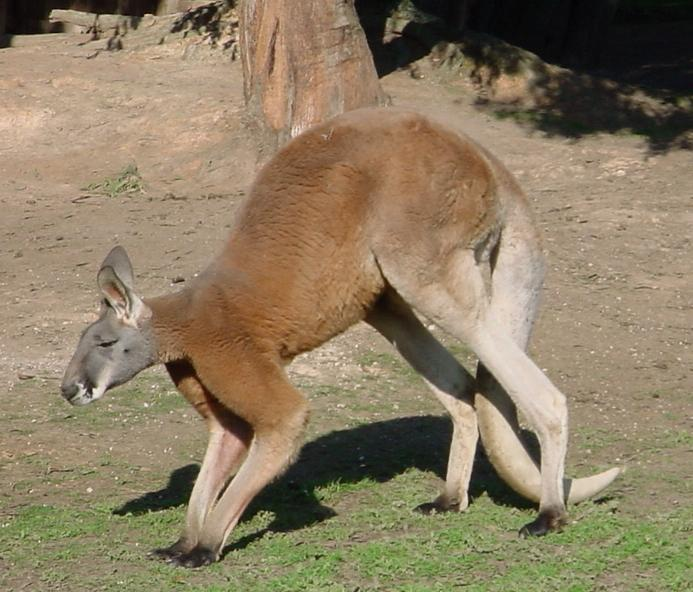
Andatura quadrupede di un canguro rosso

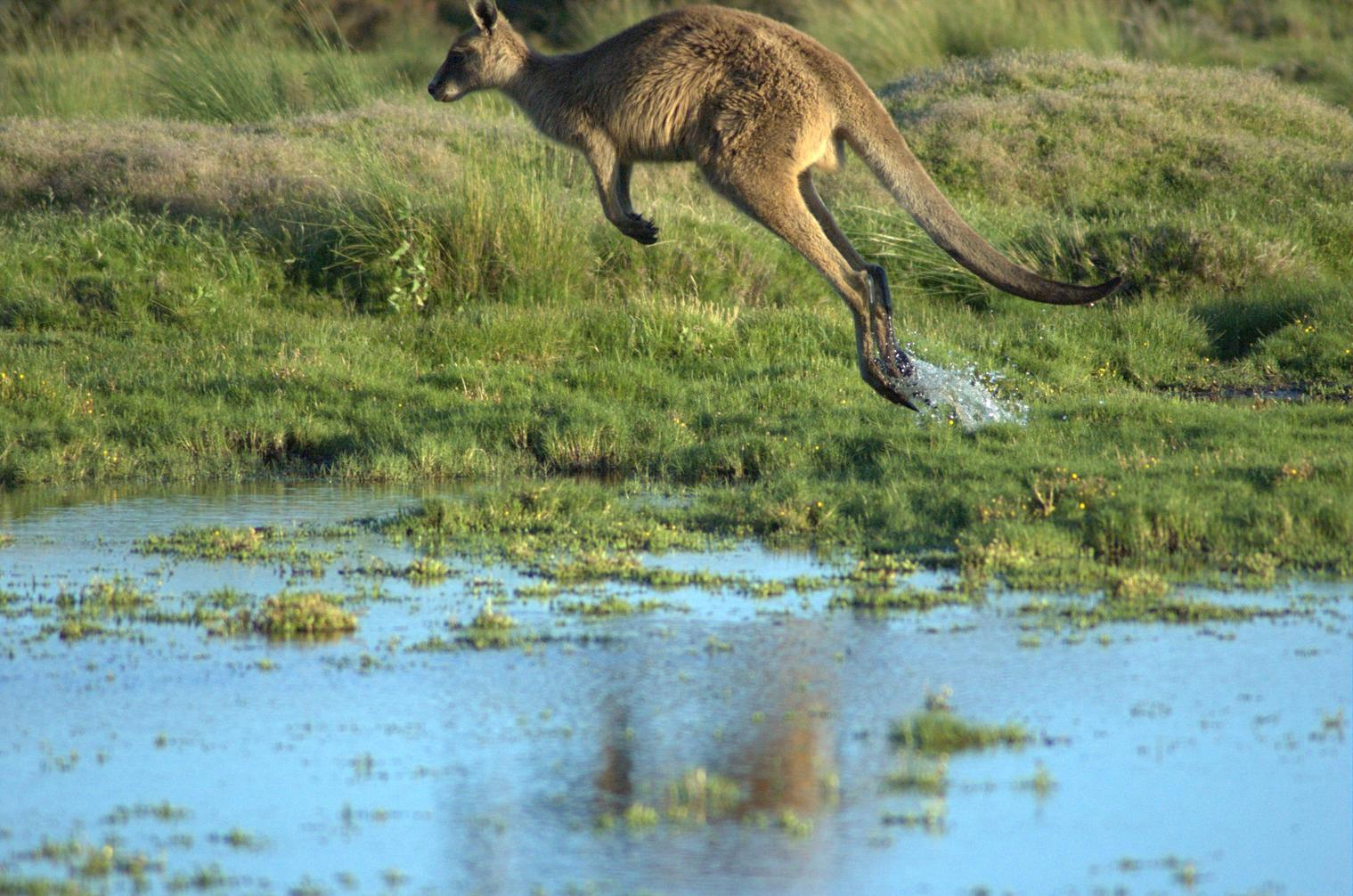
Un salto di Macropus giganteus

La maggior parte delle specie può spostarsi con due diverse andature: a basse velocità procede come un quadrupede aiutandosi con la coda come quinto arto, mentre ad alte velocità avanza con salti compiuti con le poderose zampe posteriori, usando la coda per bilanciare il corpo. Nel secondo caso alcune specie possono raggiungere la velocità di 50 km/h e compiere balzi di 9 metri di lunghezza. I generi Setonix e Thylogale usano tuttavia prevalentemente l'andatura quadrupede e l'andatura a salti è assente nelle specie arboricole appartenenti al genere Dendrogalus.

### Alimentazione
I canguri sono erbivori e occupano le stesse nicchie ecologiche che in altri continenti sono tipiche degli Artiodattili. L'apparato digerente dei due gruppi di animali mostra significative convergenze: lo stomaco dei canguri è diviso in comparti, alcuni dei quali sono dotati di microrganismi utili alla digestione.
Sono pericolosi per i raccolti e per tal motivo il governo federale australiano consente ogni anno l'uccisione di un milione di capi.

### Riproduzione e sviluppo

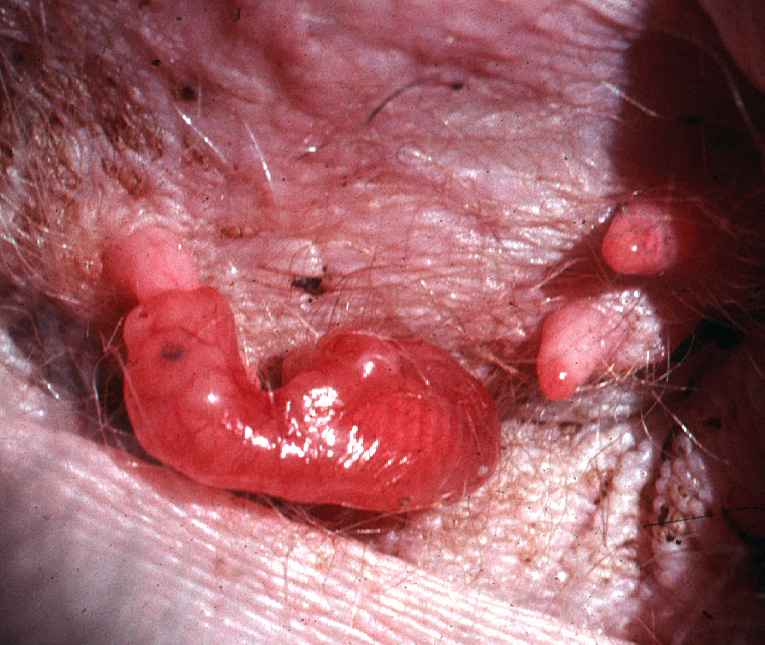
Canguro neonato nel marsupio

Le femmine dei canguri hanno marsupi ben sviluppati aperti anteriormente e dotati di quattro mammelle. Partoriscono in genere un solo cucciolo all'anno nel mese di gennaio/febbraio: i parti gemellari sono abbastanza rari. Alcune specie presentano il fenomeno della nascita ritardata: la femmina subito dopo il parto concepisce di nuovo, ma l'embrione rimane quiescente, senza svilupparsi, fino a quando il primo nato lascia il marsupio, a meno che non muoia prima. Una femmina di canguro può allevare contemporaneamente tre figli a differenti stadi di sviluppo: il primo succhia il latte dal capezzolo; il secondo nel marsupio e il terzo, già concepito, in attesa di poter cominciare il suo sviluppo all'interno dell'utero. Questo sistema permette l'immediata sostituzione dei cuccioli morti prematuramente.
La gestazione varia dai 90 ai 110 giorni. Quando il piccolo nasce pesa soltanto un grammo ed è lungo non più di 2 centimetri. Il piccolo percorre con i suoi mezzi il percorso dall'utero al marsupio, dove si aggrappa con la bocca ad una mammella, senza lasciarla per due o tre mesi. Rimane poi nel marsupio almeno fino al sesto mese e continua a vivere con la madre e ad essere allattato fino anche a 12-18 mesi.
L'età massima di un canguro può arrivare fino a 28 anni in cattività; nella vita selvatica la vita media si aggira tra i 12 e i 18 anni.

## Distribuzione e habitat
Sulla base dei reperti fossili ritrovati, si ipotizza che i canguri siano comparsi in Australia circa 15 milioni di anni fa.
Vivono in Australia, Nuova Guinea e nelle isole limitrofe.
Gli habitat sono molto vari, dalla steppa ad habitat di montagna.

## Sistematica
La famiglia contiene 63 specie, ripartite nei seguenti 13 generi:
- Lagostrophus (1 specie)
- Dendrolagus (14 specie)
- Dorcopsis (4 specie)
- Dorcopsulus (2 specie)
- Lagorchestes (2 specie)
- Macropus (2 specie)
- Notamacropus (7 specie)
- Onychogalea (2 specie)
- Osphranter (4 specie)
- Petrogale (17 specie)
- Setonix (1 specie)
- Thylogale (6 specie)
- Wallabia (1 specie)